# Hoplopheromerus
Hoplopheromerus is een vliegengeslacht uit de familie van de roofvliegen (Asilidae).

## Soorten
- H. allochrous Shi, 1992
- H. armatipes (Macquart, 1855)
- H. brunnescens Tsacas & Oldroyd, 1967
- H. brunnipes Tsacas & Oldroyd, 1967
- H. flavescens Tsacas & Oldroyd, 1967
- H. guangdongi Tomasovic, 2006
- H. hirtiventris Becker, 1925
- H. nigroides Tsacas & Oldroyd, 1967
- H. nigropilosus Tsacas & Oldroyd, 1967
- H. podagricus (Bezzi, 1914)